# Cagliostro-Walzer

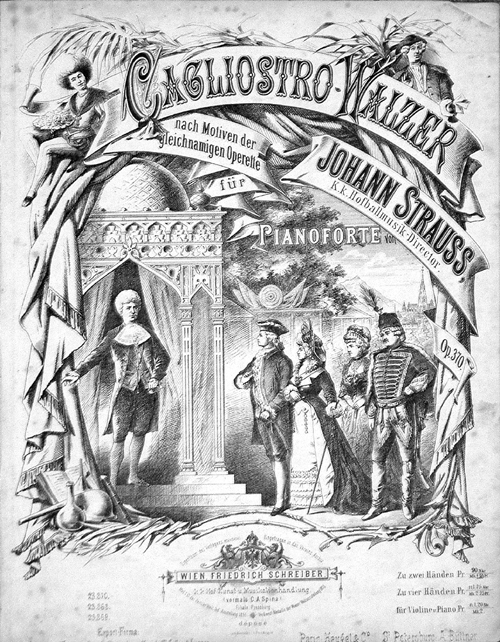

Der Cagliostro-Walzer ist ein Walzer von Johann Strauss Sohn (op. 370). Das Werk wurde im Jahr 1875 komponiert und am 16. Juni des gleichen Jahres in den Blumensälen der Wiener Gartenbaugesellschaft uraufgeführt.